# Hermippus tenebrosus
Hermippus tenebrosus är en spindelart som beskrevs av Rudy Jocqué 1986. Hermippus tenebrosus ingår i släktet Hermippus och familjen Zodariidae. Inga underarter finns listade i Catalogue of Life.